# Gekko
Gekko este un gen de șopârle din familia Gekkonidae.

## Galerie

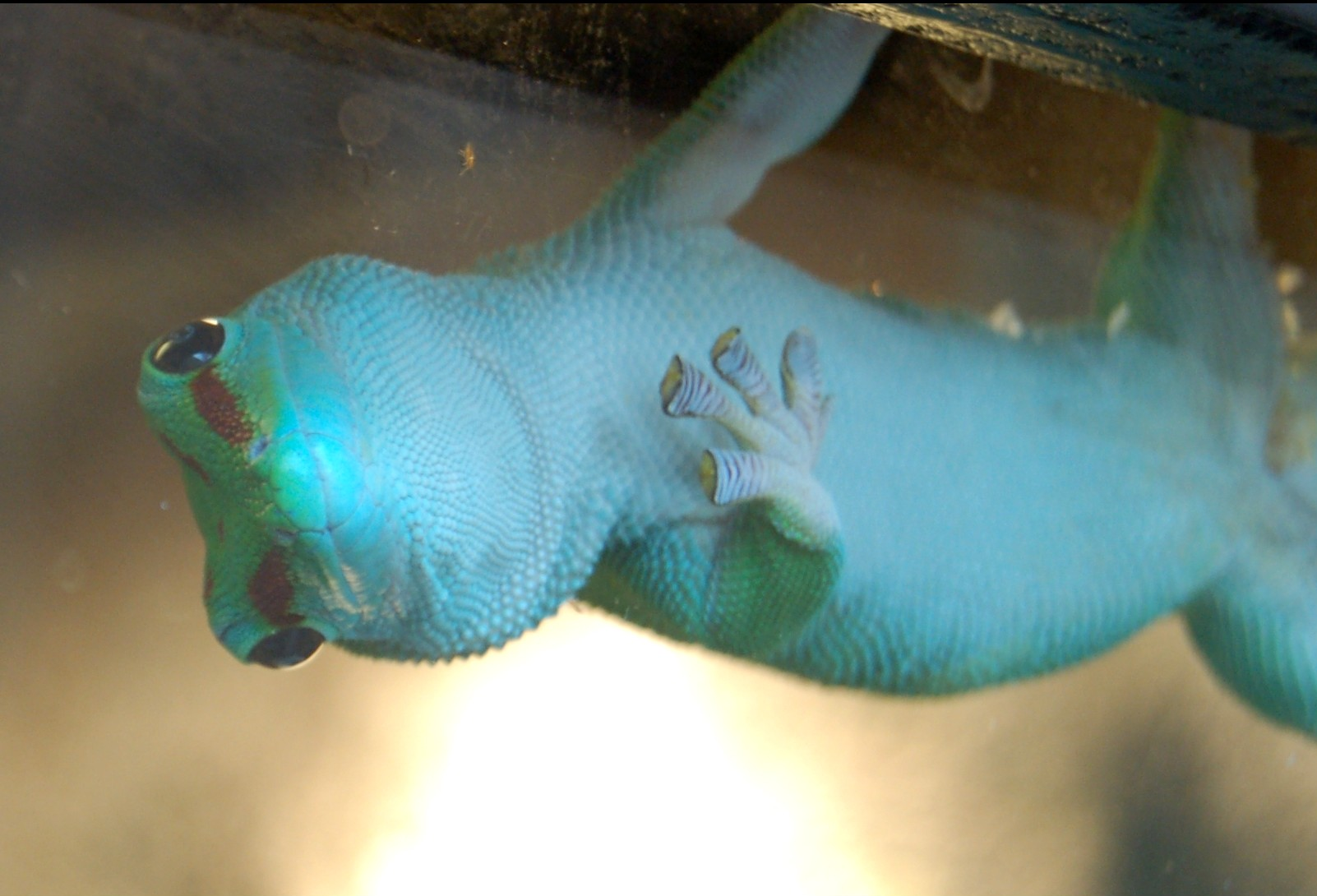
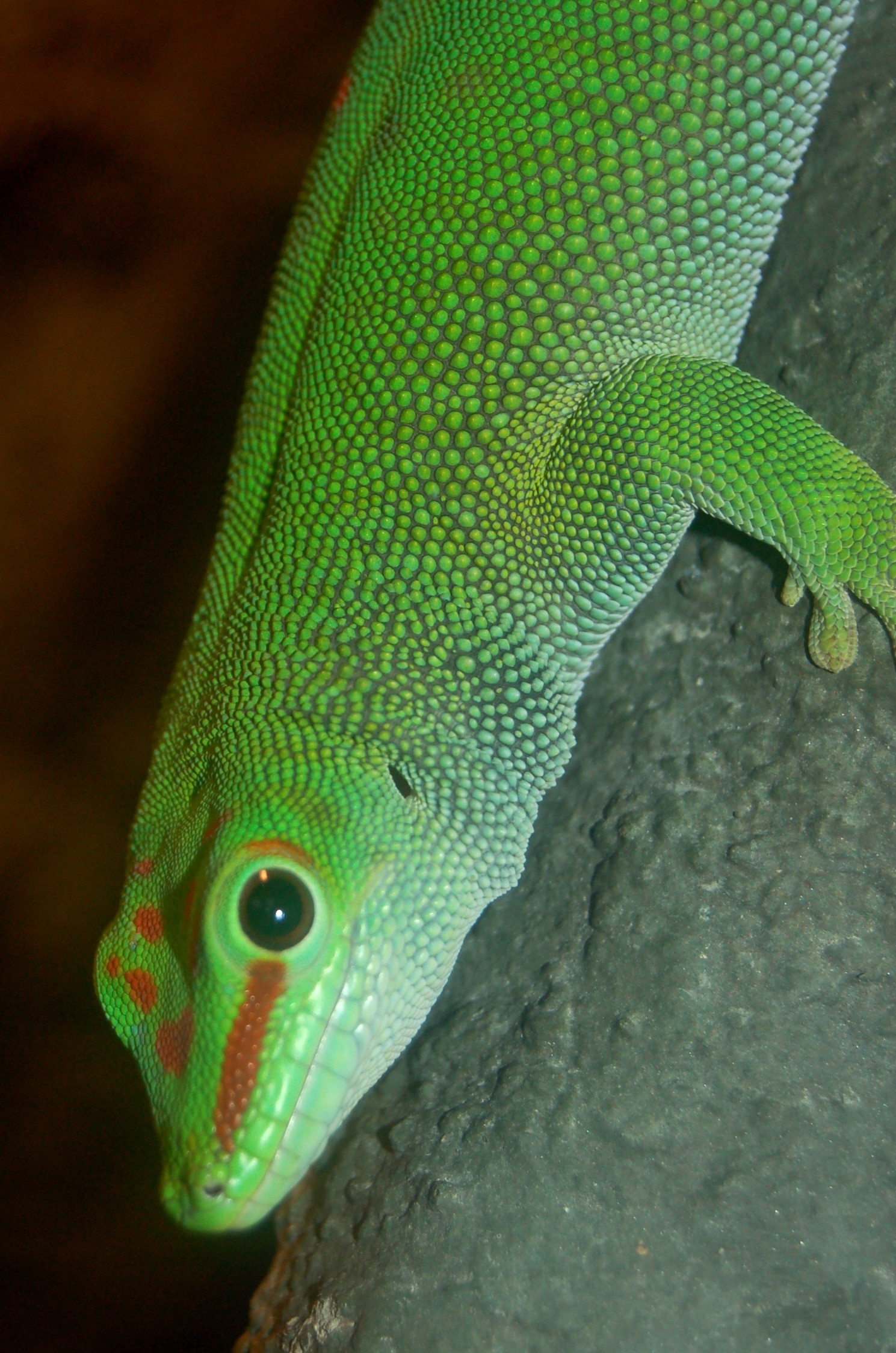
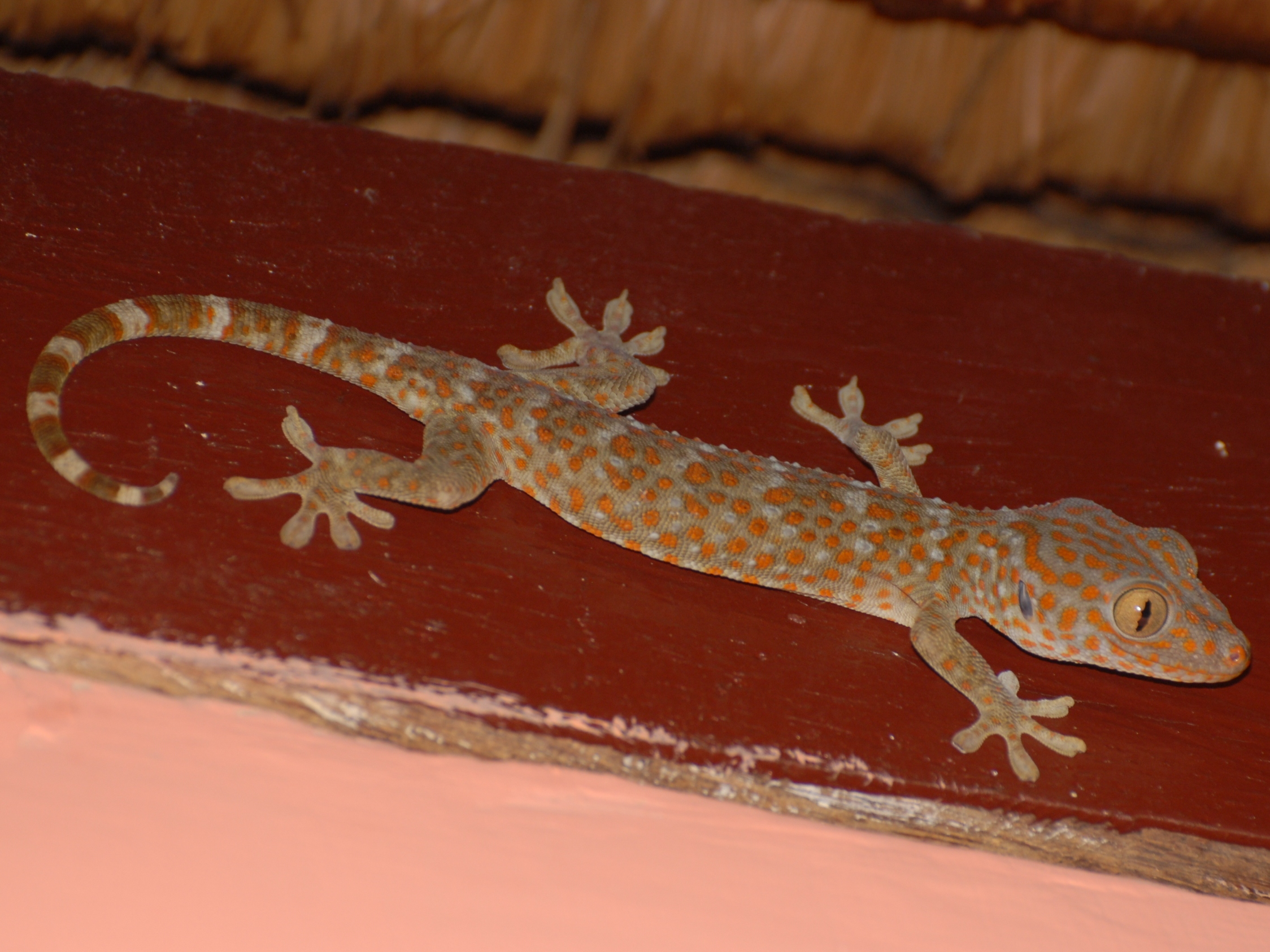

## Specii[1]
- Gekko athymus
- Gekko auriverrucosus
- Gekko badenii
- Gekko chinensis
- Gekko ernstkelleri
- Gekko gecko
- Gekko gigante
- Gekko grossmanni
- Gekko hokouensis
- Gekko japonicus
- Gekko kikuchii
- Gekko mindorensis
- Gekko monarchus
- Gekko palawanensis
- Gekko palmatus
- Gekko petricolus
- Gekko porosus
- Gekko romblon
- Gekko scabridus
- Gekko scienciadventura
- Gekko siamensis
- Gekko similignum
- Gekko smithii
- Gekko subpalmatus
- Gekko swinhonis
- Gekko taibaiensis
- Gekko tawaensis
- Gekko taylori
- Gekko ulikovskii
- Gekko verreauxi
- Gekko vittatus
- Gekko yakuensis968